# 小行星16019
小行星16019（16019 Edwardsu）是一颗绕太阳运转的小行星，为主小行星带小行星。该小行星于1999年2月12日发现。

## 轨道参数
小行星16019的轨道半长轴为2.3847284 UA，离心率为0.138。